# Spinicrus
Spinicrus is een geslacht van hooiwagens uit de familie Monoscutidae.
De wetenschappelijke naam Spinicrus is voor het eerst geldig gepubliceerd door Forster in 1949. 

## Soorten
Spinicrus omvat de volgende 8 soorten:
- Spinicrus camelus
- Spinicrus continentalis
- Spinicrus minimus
- Spinicrus nigricans
- Spinicrus porongorupensis
- Spinicrus stewarti
- Spinicrus tasmanicum
- Spinicrus thrypticum